# جون إدموند فرايز
جون إدموند فرايز (بالإنجليزية: John Edmund Fries)‏ هو مدير فني أمريكي، ولد في 19 يونيو 1885 في نورواي في الولايات المتحدة، وتوفي في 21 يناير 1955.